# Хиацинтов ара
Хиацинтовият ара (Anodorhynchus hyacinthinus) е вид папагал от подсемейство Неотропични папагали (Arinae). Това е най-големият папагал в света. Дължината на тялото от главата до опашката е около 1 метър.

## Ареал
Хиацинтовият ара обитава екваториалните гори на Южна Америка. Среща се в басейна на Амазонка, в Гвианските плата, източната предпланинска част на Андите и Пантанал. Обитава предимно екваториалните гори, но се среща и в саваните. Ареалът му обхваща Бразилия, Гаяна, Венецуела, част от Колумбия, Еквадор, Суринам, Перу, Боливия и Парагвай.

## Външен вид
Освен че е дълъг 1 метър, типично за най-големия папагал в света е и искрящо синьото му оперение, което на крилата е по-тъмно, а на главата и гърдите е по-светло. Около очите при повечето индивиди има малко жълто петно, което присъства и до долната част на клюна. Самия клюн е типичен за папагалите ара – горната му част е по-издължена, а долната по-къса, дебела и масивна.

## Хранене
Менюто на хиацинтовите ара е същото като на други папагали от този род. Храни се с плодове и различни насекоми. Необикновено здравият клюн на птицата ѝ позволява да разчупва много твърди плодове като ядките на бразилския орех или плодовете на кокосовата палма, с които често се хранят хиацинтовите ара.

## Начин на живот
Хиацинтовият ара е дълголетна птица, която може да живее повече от 100 години.
Тези папагали гнездят предимно по високи дървета, като в екваториалните гори гнездата им могат да бъдат на повече от 50 m над земята, но в по-редките гори и някои саванни области те обикновено са на по-малка височина. Гнездото се прави в хралупа в дървото, в повечето случаи в близост до реки. Диаметърът на хралупата превишава 50 cm. Женската снася вътре между 2 и 5 яйца с размер 53 на 40 mm. в интервал от 2-3 дни, които се излюпват около 25-30 дни по-късно.